# 国立唐津海上技術学校
国立唐津海上技術学校（こくりつからつかいじょうぎじゅつがっこう、National Karatsu Maritime Poly-technical School）は、佐賀県唐津市東大島町にある独立行政法人海技教育機構の学校。中学校卒業者を対象に生徒を募集し、船舶を運航できる船員を養成する学校である。略称は「唐海（とうかい）」。
2024年（令和6年）4月に開校した短期大学校相当の国立唐津海上技術短期大学校に転換し、国立唐津海上技術学校は2025年に閉校する。

## 所在地
- 〒847-0871　佐賀県唐津市東大島町13-5
- 北緯33度28分20秒 東経129度57分58秒 / 北緯33.47222度 東経129.96611度座標: 北緯33度28分20秒 東経129度57分58秒 / 北緯33.47222度 東経129.96611度
- 唐津湾に面している。

## 高等学校との違い
- 高等学校は文部科学省が所管する。
- 海上技術学校は国土交通省下の独立行政法人が所管するので、「高等学校」という名称を用いていない。しかし、海上技術学校を卒業すると、文部科学大臣より、高等学校卒業と同等の資格が与えられる[1]。佐賀県高校総合体育大会（高総体）にも出場しており、大学受験も可能である。高等学校とさほど変わりはない。
- 大学入試センター試験の際に必要になる高校コードも「文部科学大臣の指定したもの」として、国際バカロレア資格取得者、アビトゥア資格取得者、バカロレア（フランス共和国）取得者等と同様に、「53000Aが割り振られている[2]。

## 沿革

### 昭和
- 1940年（昭和15年）1月 - 逓信省所管唐津海員養成所が開校。本科（修業年限1年）
- 1943年（昭和18年）11月 -運輸通信省の所管となる。
- 1945年（昭和20年）5月 -運輸省の所管となる。
- 1952年（昭和27年）8月 -国立唐津海員学校に改称。
- 1964年（昭和39年）2月 -本科を廃止し、高等科（修業年限2年）を設置。
- 1967年（昭和42年）10月5日 - 修学旅行中の教官、生徒が乗ったバスが岡山県里庄町でトラックと衝突。教官1人が死亡、30人が重軽傷[3]。
- 1986年（昭和61年）4月 -学制改革により、高等科を廃止し、本科（中卒3年制）を設置。

### 平成
- 1993年（平成5年）4月 -乗船実習科（修業年限6ヶ月）を設置。
- 2001年（平成13年）
  - 1月 -中央省庁改革の一環で、国土交通省の所管となる。
  - 4月 -全国8校の海員学校が統合[注 1]され、独立行政法人海員学校として発足。これに伴い国立唐津海上技術学校に改称。
- 2005年（平成17年）3月 -国立沖縄海上技術学校の廃止に伴い、その資格関係証明書、卒業証明書等の発行業務が唐津海上技術学校に引き継がれる[4]。
- 2006年（平成18年）4月 -独立行政法人（海員学校と海技大学）が統合され、独立行政法人海技教育機構として発足し、所管となる。

### 令和
- 2022年（令和4年）6月13日 - 短期大学校相当の学校に移行により令和5年度入学者の募集停止を発表[5]。
- 2024年（令和6年）4月8日 - 国立唐津海上技術短期大学校が開校。2025年9月まで唐津海上技術学校と共に二つの学校が併設する[6]。

## 設置学科
- 本科（修業年数3年）
- 乗船実習科（本科卒業後の6か月）

## 学期
- 3学期制

## 共学・別学
- 男女共学

## 寮
- 男子寮が学校敷地内にあるが、通学生もいる。
- 女子寮の設備がないので、女子は通学が原則。

## 奨学金
- 奨学金制度がある。

## 取得できる資格

### 卒業（3年間）と同時
- 高等学校卒業同等資格（上述の通り）
- 四級海技士免状[注 2]の受験資格の一部。（筆記試験が免除）
  - 四級海技士試験の受験には実際に船で働いた経験（「乗船履歴」）を経て、「筆記試験」と「口述試験」の両方に合格しなければならない。（上述の通り、筆記試験は免除となる。）
  - 3年で卒業するか、その後続けて6か月間の乗船実習科を修了するかで、「乗船履歴」の期間が異なる。つまり試験を実際に受けられるまでの速さが異なる。
    - 3年で卒業---卒業後、就職した企業の船で1年9か月乗船。
    - 卒業後すぐ航海実習科を修了---6か月。（修了と同時）

### 在学中
- 以下の資格の取得が可能。
  - 海上特殊無線技士
  - ガス溶接技能講習修了証など。

## 進路
- 海運業等に就職し、働きながら乗船履歴を得て、四級海技士免状を取得。
- 航海実習科を修了し、四級海技士免状を取得。
- 水産大学校、東京海洋大学等への進学。

## カリキュラム
- 本科では以下の科目、実習を合わせて学ぶ。
  - 一般科目 -高等学校で学ぶ普通教科。
    - 国語、社会、数学、理科、英語、体育、情報など。

  - 専門科目（商船）-海上技術者として必要な専門科目。
    - 航海科目 -航海学、運用学[注 3]、海事法規、海洋気象
    - 機関科目 -船用機関、電気電子工学、計測制御、情報技術
    - その他 -船用機関、海運実務、海事英語
    - 海上実習 -航機実技、海上実習、総合訓練

  - 航海船航海実習（3か月）3年生の3学期に行う。
    - 使用する練習船（海技教育機構所有）[注 4]
      - 帆船 -
        - 「日本丸」（2,570t）
        - 「海王丸」（2,556t）

      - ディーゼル船 -
        - 「銀河丸」（6,100t）
        - 「青雲丸」（5,884t）
        - 「大成丸」（5,876t）

## 学校設備
- 練習船　「あさかぜ」
  - 週に1度は海上実習を行い、操船や機関当直等の技術を学ぶ。

- 小型船　「はまかぜ」
  - 小型艇 -小型艇の免許取得の訓練で使用。
  - カッター
  - 船外機

- 建物・設備等
  - シミュレーター室 -レーダーAPRMシミュレーターと機関シミュレーター

## 制服
- 色は「紺色」
- 男子 -学生服（学ラン）
- 女子 -ブレザー

## 学校行事

### 1学期
- 4月 -乗船実習科航海実習開始（6か月間、9月まで）始業式、入学式、遠足、1年・3年保護者会、防火操練、三級海技士筆記試験[注 5]
- 5月 -球技大会、防火操練、中間考査、2年保護者会
- 6月 -高総体、健康診断、2年無線講習、1年水泳訓練
- 7月 -期末考査、1年安全講習、総合訓練、信号装置取扱訓練、サバイバル訓練、水泳訓練、水泳大会、三級海技士筆記試験、終業式、第1回体験入学
- 8月 -夏休み（乗船実習科は航海実習中）

### 2学期
- 9月 -始業式、防火操練、航海実習科航海実習終了、航海実習科対象海技士口述試験対策補講、1年保護者会、遠足
- 10月 -中間考査、第2回体験入学、3年健康診断、航海実習科対象海技士口述試験対策補講
- 11月 -調理実習、2年保護者会、生徒会役員選挙、球技大会
- 12月 -3年座学[注 6]修了試験、1・2年期末考査、3年生修了式、終業式

### 3学期
- 1月 - 3年生練習船乗船（3か月）、始業式、防火操練、耐寒訓練（5日間、最終日は校内駅伝大会）、推薦入試[注 7]、第3回保護者会
- 2月 -校内駅伝大会、一般入試[注 8]、三級海技士筆記試験
- 3月 -1・2年学年末試験、3年生練習船下船、本科卒業式、修了式

## 部活動

### 運動部
- サッカー部
- バスケットボール部
- 園芸部
  - 各部は高体連に参加しており、高校総体にも参加出場。

### 同好会　(休止中)
- 剣道同好会
- 野球同好会
- バドミントン同好会

### 文化部
- 園芸部

## アクセス
- 最寄りのバス停 - 昭和バス　「大島郵便局前」バス停より徒歩5分ほど。
  - 唐津中心部（唐津大手口バスセンター・西唐津駅前）から「唐津フェリーターミナル・名護屋浜」行きの路線バスに乗車。
- 最寄りの駅 - 「西唐津駅」 
  - 九州旅客鉄道（JR九州）唐津線[注 9]、筑肥線東区間（一部）[注 10]、筑肥線西区間（一部）[注 11]の終点。

- 最寄りの国道・県道
  - 国道204号
  - 県道279号・県道216号唐津港線
  - 唐津中心部大手口から

1. 国道204号で唐津市役所を少しすぎた「坊主町」交差点で右折。[注 12]
2. 「北坊主町」交差点で左折
3. 県道279号[注 13]を直進
4. 旧唐津火力発電所をすぎた「海岸通」交差点で右折。

## 周辺
- 唐津大島郵便局
- 唐津市大島市民の森
- 液化ガスターミナル
- 大島保育園
- 唐津火力発電所
- 唐津東港フェリーターミナル
- 唐津西港
- 港湾合同庁舎・港湾事務所・唐津海上保安部